# Torneo Internacional de Fútbol Femenino (Brasil)
El Torneo Internacional de Manaus, anteriormente Torneo Internacional de São Paulo, Torneo Internacional de Brasília y Torneo Internacional de Natal, es una competencia amistosa entre seleccionados nacionales de fútbol femenino. La competencia se realizó anualmente de 2009 a 2016, y se jugaba durante el mes de diciembre.
Inicialmente creado y organizado por la Secretaría Municipal de Deportes de São Paulo y la Federación Paulista de Fútbol (FPF), comenzó en 2013 bajo la responsabilidad de la Confederación Brasileña de Fútbol y la Federação de Futebol do Distrito Federal.
Su primera edición fue en 2009, el torneo se jugó en el Estadio Pacaembu en São Paulo hasta 2012. En 2013 y 2014 se jugó en Brasília en el Estadio Mané Garrincha. En 2015, se celebró en la Arena das Dunas, Río Grande del Norte. En 2016, se celebró en la  Arena da Amazônia, Manaus, Amazonas.
Cuatro equipos participan en el campeonato: Brasil y otros tres invitados. A lo largo de la historia de esta competencia amistosa, los brasileños han sido campeones en ocho de sus diez ediciones.
No se celebró en 2017 y 2018, pero con el auge del fútbol femenino en 2019, el torneo fue reactivado y patrocinado por la aplicación UBER, convirtiéndose en el Torneo Internacional de Fútbol Femenino UBER.

## Palmarés
| Año          | Sede      | Campeón | Final Resultado | Subcampeón     | Tercer lugar | Resultado | Cuarto lugar      |
| ------------ | --------- | ------- | --------------- | -------------- | ------------ | --------- | ----------------- |
| 2009 Detalle | São Paulo | Brasil  | 5:2             | México         | China        | 2:0       | Chile             |
| 2010 Detalle | São Paulo | Canadá  | 2:2             | Brasil         | Países Bajos | 2:1       | México            |
| 2011 Detalle | São Paulo | Brasil  | 2:1             | Dinamarca      | Italia       | 3:2       | Chile             |
| 2012 Detalle | São Paulo | Brasil  | 2:2             | Dinamarca      | México       | 2:0       | Portugal          |
| 2013 Detalle | Brasília  | Brasil  | 5:0             | Chile          | Canadá       | 1:0       | Escocia           |
| 2014 Detalle | Brasília  | Brasil  | 0:0             | Estados Unidos | China        | 0:0       | Argentina         |
| 2015 Detalle | Natal     | Brasil  | 3:1             | Canadá         | México       | 2:1       | Trinidad y Tobago |
| 2016 Detalle | Manaus    | Brasil  | 5:3             | Italia         | Rusia        | 1:0       | Costa Rica        |
| 2019 Detalle | São Paulo | Chile   | 0:0 (pen. 5-4)  | Brasil         | Costa Rica   | 3:1       | Argentina         |
| 2021 Detalle | Manaus    | Brasil  | Liga            | Chile          | Venezuela    | Liga      | India             |

## Títulos por selección
| Equipo            | Campeón                                            | Subcampeón     | Tercer lugar   | Cuarto lugar   |
| ----------------- | -------------------------------------------------- | -------------- | -------------- | -------------- |
| Brasil            | 8 (2009, 2011, 2012, 2013, 2014, 2015, 2016, 2021) | 2 (2010, 2019) |                |                |
| Chile             | 1 (2019)                                           | 2 (2013, 2021) |                | 2 (2009, 2011) |
| Canadá            | 1 (2010)                                           | 1 (2015)       | 1 (2013)       |                |
| Dinamarca         |                                                    | 2 (2011, 2012) |                |                |
| México            |                                                    | 1 (2009)       | 2 (2012, 2015) | 1 (2010)       |
| Italia            |                                                    | 1 (2016)       | 1 (2011)       |                |
| Estados Unidos    |                                                    | 1 (2014)       |                |                |
| China             |                                                    |                | 2 (2009, 2014) |                |
| Costa Rica        |                                                    |                | 1 (2019)       | 1 (2016)       |
| Venezuela         |                                                    |                | 1 (2021)       |                |
| Países Bajos      |                                                    |                | 1 (2010)       |                |
| Rusia             |                                                    |                | 1 (2016)       |                |
| Argentina         |                                                    |                |                | 2 (2014, 2019) |
| Portugal          |                                                    |                |                | 1 (2012)       |
| Escocia           |                                                    |                |                | 1 (2013)       |
| Trinidad y Tobago |                                                    |                |                | 1 (2015)       |
| India             |                                                    |                |                | 1 (2021)       |

## Goleadoras por edición
| Año  | Jugadora                                                  | Selección               | Goles |
| ---- | --------------------------------------------------------- | ----------------------- | ----- |
| 2009 | Marta                                                     | Brasil                  | 7     |
| 2010 | Marta                                                     | Brasil                  | 6     |
| 2011 | Érika Cristiano dos Santos                                | Brasil                  | 4     |
| 2012 | Fabiana Line Roddik Hansen Johanna Rasmussen Sofia Huerta | Brasil Dinamarca México | 2     |
| 2013 | Marta Debinha                                             | Brasil                  | 3     |
| 2014 | Carli Lloyd                                               | Estados Unidos          | 5     |
| 2015 | Marta                                                     | Brasil                  | 7     |
| 2016 | Beatriz                                                   | Brasil                  | 5     |
| 2019 | Priscilla Chinchilla                                      | Costa Rica              | 2     |
| 2021 | Kerolin                                                   | Brasil                  | 4     |